# Александровка (Альшеєвський район)
Алекса́ндровка (рос. Александровка, башк. Александровка) — присілок у складі Альшеєвського району Башкортостану, Росія. Входить до складу Нікіфаровської сільської ради.
Населення — 21 особа (2010; 31 в 2002).
Національний склад:
- чуваші — 64 %